# Cantone di Cluses
Il Cantone di Cluses è un cantone francese dell'arrondissement di Bonneville.
A seguito della riforma approvata con decreto del 13 febbraio 2014, che ha avuto attuazione dopo le elezioni dipartimentali del 2015, è passato da 5 a 16 comuni.

## Composizione
I 5 comuni facenti parte prima della riforma del 2014 erano:
- Arâches-la-Frasse
- Châtillon-sur-Cluses
- Cluses
- Magland
- Saint-Sigismond

Dal 2015 i comuni appartenenti al cantone sono i seguenti 16:
- Châtillon-sur-Cluses
- Cluses
- Marnaz
- Mieussy
- Mont-Saxonnex
- Morillon
- Nancy-sur-Cluses
- Le Reposoir
- La Rivière-Enverse
- Saint-Sigismond
- Samoëns
- Scionzier
- Sixt-Fer-à-Cheval
- Taninges
- Thyez
- Verchaix